# Vi er på vej! En film om danskere
|  | Denne artikel er oprettet af botten PalnaBot ud fra en ekstern database. Den kan derfor have sproglige fejl eller mangler. Denne skabelon kan fjernes efter kontrol af indholdet. |

Vi er på vej! En film om danskere er en film instrueret af Freddy Tornberg efter manuskript af Freddy Tornberg.

## Handling
Et uhøjtideligt portræt af danskere på vej i bil på de danske motorveje.